# (14185) Van Ness
(14185) Van Ness est un astéroïde de la ceinture principale.

## Description
(14185) Van Ness est un astéroïde de la ceinture principale. Il fut découvert le 21 novembre 1998 à la station Anderson Mesa par le programme LONEOS. Il présente une orbite caractérisée par un demi-grand axe de 2,57 UA, une excentricité de 0,19 et une inclinaison de 7,2° par rapport à l'écliptique.

## Compléments